# جورج تاكر
جورج تاكر (بالإنجليزية: George Tucker)‏ هو اقتصادي وروائي وكاتب وكاتب خيال علمي وكاتب سير ومحامي ومؤرخ وسياسي أمريكي، ولد في 20 أغسطس 1775 في المملكة المتحدة، وتوفي في 10 أبريل 1861 في الولايات المتحدة. حزبياً، نشط في الحزب الجمهوري الديمقراطي. وقد انتخب عضو مجلس نواب الولايات المتحدة عن ولاية فرجينيا وانتخب عضو مجلس النواب الأمريكي.